# 並木傑
並木 傑（なみき まさる、1958年（昭和33年）8月29日 - ）は、日本の政治家。埼玉県新座市長（3期）。元新座市議会議員（5期）。

## 来歴
埼玉県朝霞市出身。1981年（昭和56年）3月、慶應義塾大学経済学部卒業。同年4月、豊田通商に就職。1989年（平成元年）4月、学校法人並木学園なみきの幼稚園に転職。
1996年（平成8年）2月、新座市議会議員選挙に初当選。以後、市議を5期務める。1999年（平成11年）4月、なみきの幼稚園園長に就任。2006年（平成18年）2月から2008年（平成20年）2月まで市議会議長を務めた。
2016年（平成28年）7月10日に行われた新座市長選挙に自由民主党の推薦を受けて出馬。日本共産党公認の元市議の朝賀英義を破り初当選を果たした。7月26日、市長就任。
2020年（令和2年）、前回戦った朝賀英義を破り再選。投票率は31.65％。
2024年（令和6年）、日本共産党推薦の元市議の工藤薫を破り3選。投票率は29.86%。